# Altes Rathaus (Heusenstamm)

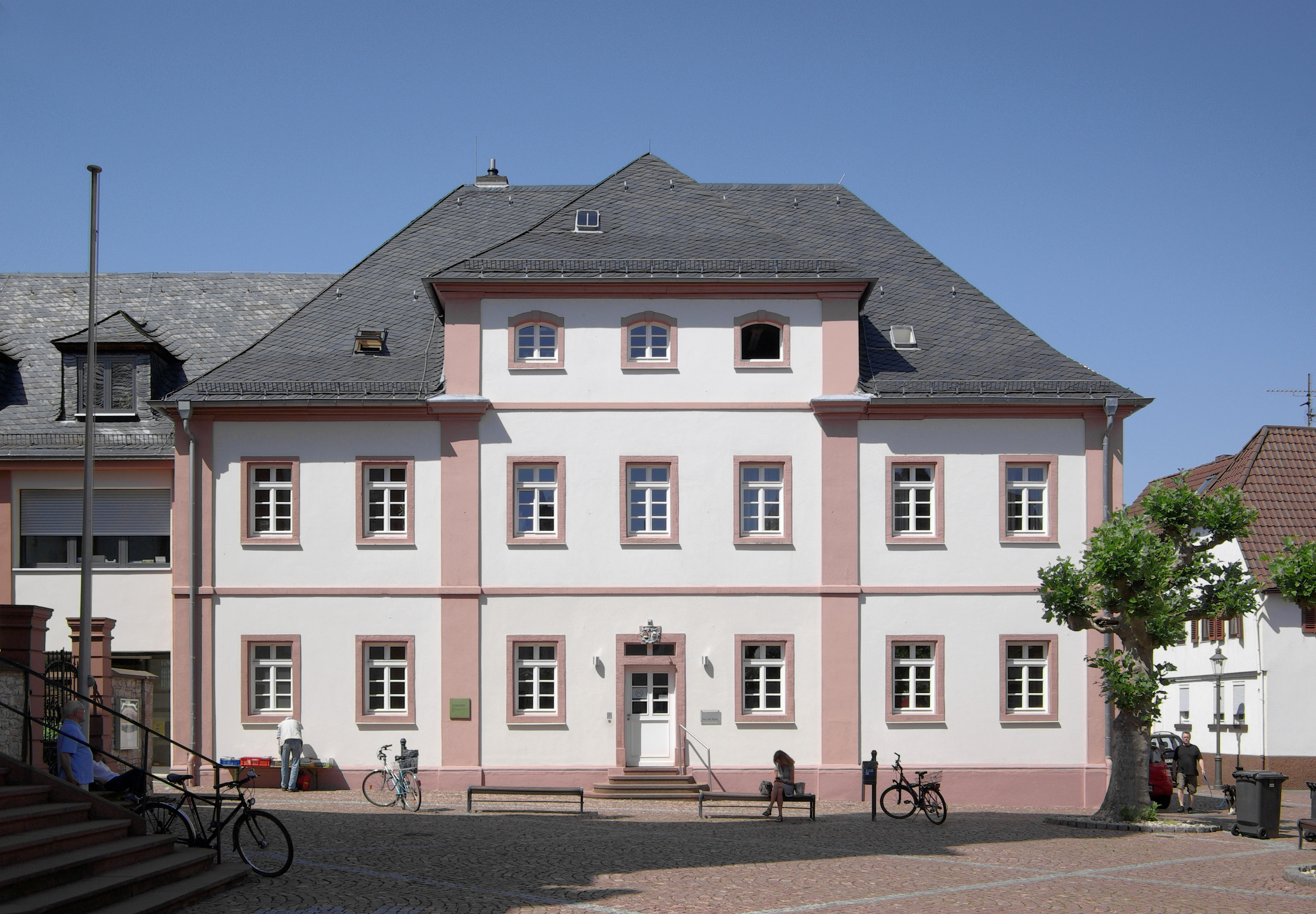
Das 1744 errichtete „Alte Rathaus“ in Heusenstamm

Das Alte Rathaus im hessischen Heusenstamm wurde 1744 im Auftrag der damaligen Regentin Maria Theresia, Reichsgräfin von Schönborn (1698–1751) als Schulhaus mit angeschlossenem Waisenhaus errichtet. Im Jahre 1919 wurde es von der Gemeinde Heusenstamm erworben und bis 1979 als Rathaus der Stadt genutzt. Heute trägt es den Namen Haus der Musik.

## Geschichte des alten Rathauses
Die Witwe des Grafen Anselm Franz von Schönborn ließ in Heusenstamm, in unmittelbarer Nachbarschaft der neugebauten Kirche St. Cäcilia, eine Schule mit drei Schulräumen im ersten Stock und einer Lehrerwohnung errichten. Im Erdgeschoss befand sich zudem die Gemeindewaage. Die sozial engagierte Gräfin ließ in diesem Gebäude auch die Waisenkinder ihrer Grafschaft unterbringen und versorgen. Über dem Eingang wurden die Wappen der Familien Schönborn-Montfort, das Kirchenwappen und die Jahreszahl der Errichtung, 1744, angebracht. Bis zum Jahr 1832 befand sich an einer Hausecke zur Schloss-Straße hin ein Halseisen, mit dessen Hilfe verurteilte Verbrecher öffentlich an den Pranger gestellt wurden. 1880 erbaute die Gemeinde ein eigenes Schulhaus, das jedoch bald zu klein wurde, woraufhin in der alten, gräflichen Schule weiter unterrichtet werden musste. 1919 kaufte die Gemeinde der Grafenfamilie das Gebäude ab und widmete es zum Rathaus um. Bis 1979 wurde das Gebäude noch als Rathaus genutzt, danach zogen die dort untergebrachten Dienststellen in das neue Rathaus um, das Schloss Schönborn.
Nach aufwendigen Umbau- und Sanierungsarbeiten fand es ab 2008 eine neue Bestimmung als Haus der Musik. Heute gibt es verschiedene Räume für Chor- und Orchesterproben sowie einen Veranstaltungssaal für Konzerte und ähnliche Veranstaltungen.